# Zaborze (powiat buski)
Zaborze – wieś w Polsce położona w województwie świętokrzyskim, w powiecie buskim, w gminie Stopnica.
| SIMC    | Nazwa    | Rodzaj     |
| ------- | -------- | ---------- |
| 0273181 | Jakubiec | przysiółek |
| 0273198 | Wymysłów | przysiółek |

W latach 1975–1998 miejscowość należała administracyjnie do województwa kieleckiego.
W 1783 r. Zaborze było własnością wojewodziny wołyńskiej Anny z Sapiehów Sanguszkowej.
Miejscowość znajduje się na odnowionej trasie Małopolskiej Drogi św. Jakuba z Sandomierza do Tyńca, która to jest odzwierciedleniem dawnej średniowiecznej drogi do Santiago de Compostela.